# Soho (Málaga)

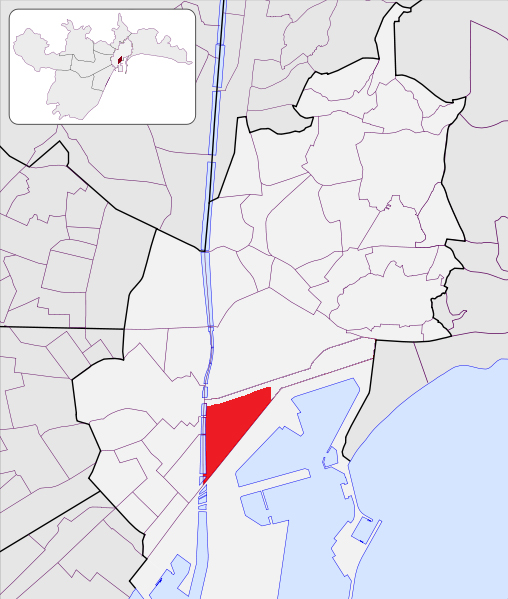
Zona del Ensanche Heredia donde se ubica el Soho Málaga.

Mapa detallado del Soho Málaga.

El Soho Málaga o Soho de Málaga, también denominado "Soho, Barrio de las Artes", es un área cultural y comercial ubicada dentro del Ensanche Heredia en el distrito Centro de la ciudad de Málaga, España. 

## Historia
El Soho Málaga queda localizado en una zona de unas veinte hectáreas del Ensanche de Málaga, cerca de puntos neurálgicos de la ciudad como el puerto, la Alameda Principal y el Parque. En esta área se encuentran significativos equipamientos culturales como el CAC Málaga o el Teatro del Soho, entre otros.
A finales de la primera década del año 2000 surgió de los vecinos y comerciantes de la zona la idea de crear un distrito cultural con el propósito de fomentar la reactivación de este espacio. Esta iniciativa se transformó posteriormente en la asociación ciudadana Soho Málaga. Se eligió el logotipo de la zona por concurso ciudadano, y se presentó un proyecto urbanístico de reurbanización del Soho Málaga, que entre otras actuaciones, contemplaba la peatonalización de las calles Casas de Campo y Tomás Heredia en su primera fase, así como la reurbanización de la plaza del poeta Alfonso Canales en su segunda fase. 
En materia cultural se impulsó el proyecto MAUS, siglas del término Málaga Arte Urbano Soho, con actividades de diversas disciplinas artísticas desde las artes escénicas y el teatro, la fotografía, la música -a través de Soho Málaga Sound Festival-, 'urban markets', mercadillos de intercambio, muestra de vídeocreaciones, talleres, etcétera. Una de las intervenciones principales de MAUS giró en torno al arte urbano permitiendo que artistas de gran reconocimiento nacional e internacional como Faith 47, ROA, Sal East, D'Face u Obey, entre otros, plasmasen sus obras en muros de inmuebles transformando el barrio en una gran galería de arte al aire libre. Artistas reconocidos como Rafael Alvarado, Pedro Casermeyro, Damasao Ruano, Daniel Garbade, Diego Santos o Chema Lumbreras, empezaron a mostrar sus obras en las pocas Galerías del barrio, entre ellas la Galería Estudio Ignacio del Río del fotógrafo e hijo del pintor burgalés Ignacio del Río, ubicado en la Calle San Lorenzo. En 2018 se inauguró el Museo de la imaginación, un museo interactivo de carácter lúdico sobre juguetes y ciencia que en los primeros meses de abertura ha contado con más de 5000 visitantes.

## Galería

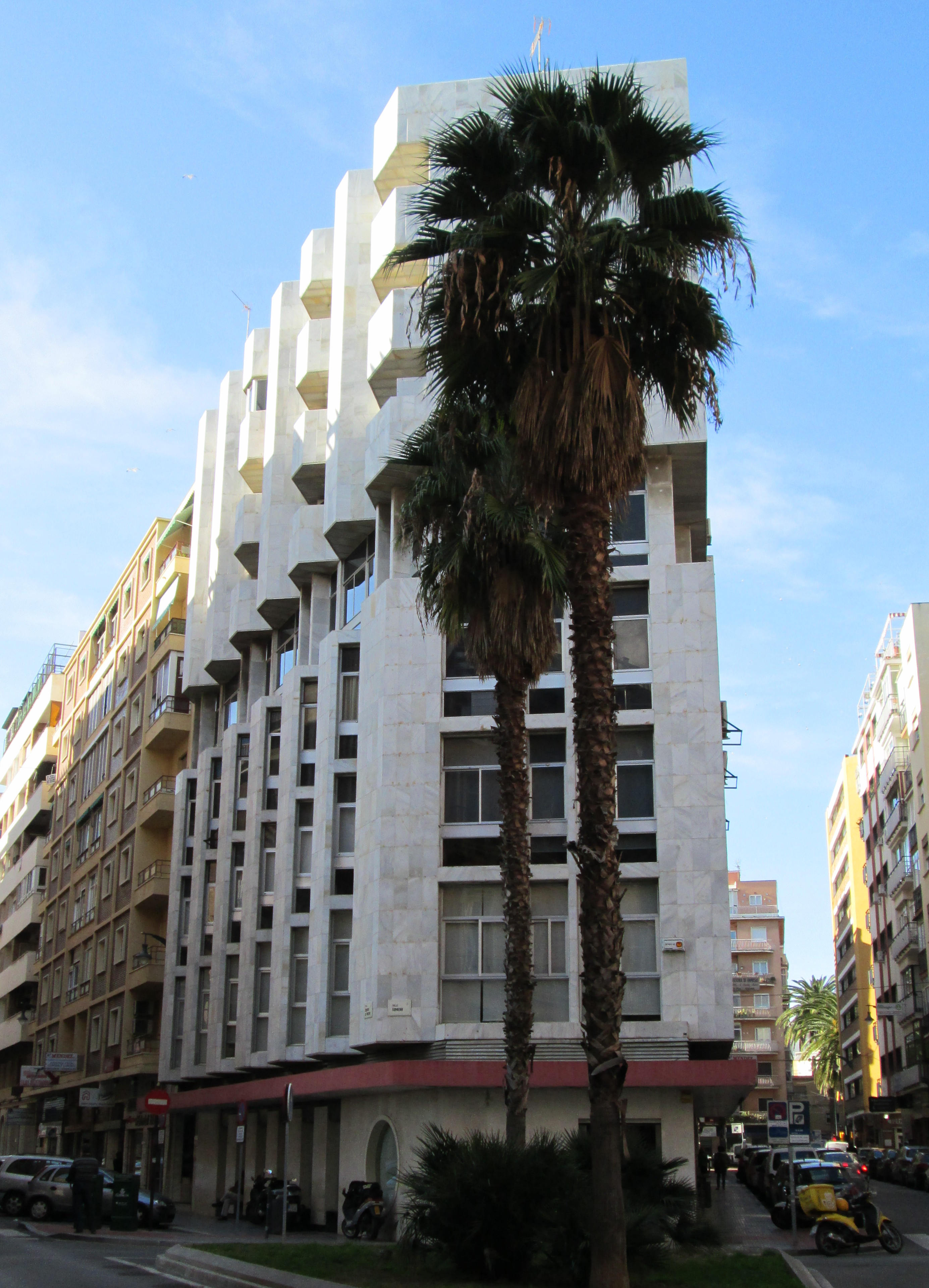
Calle Duquesa de Parcent 8
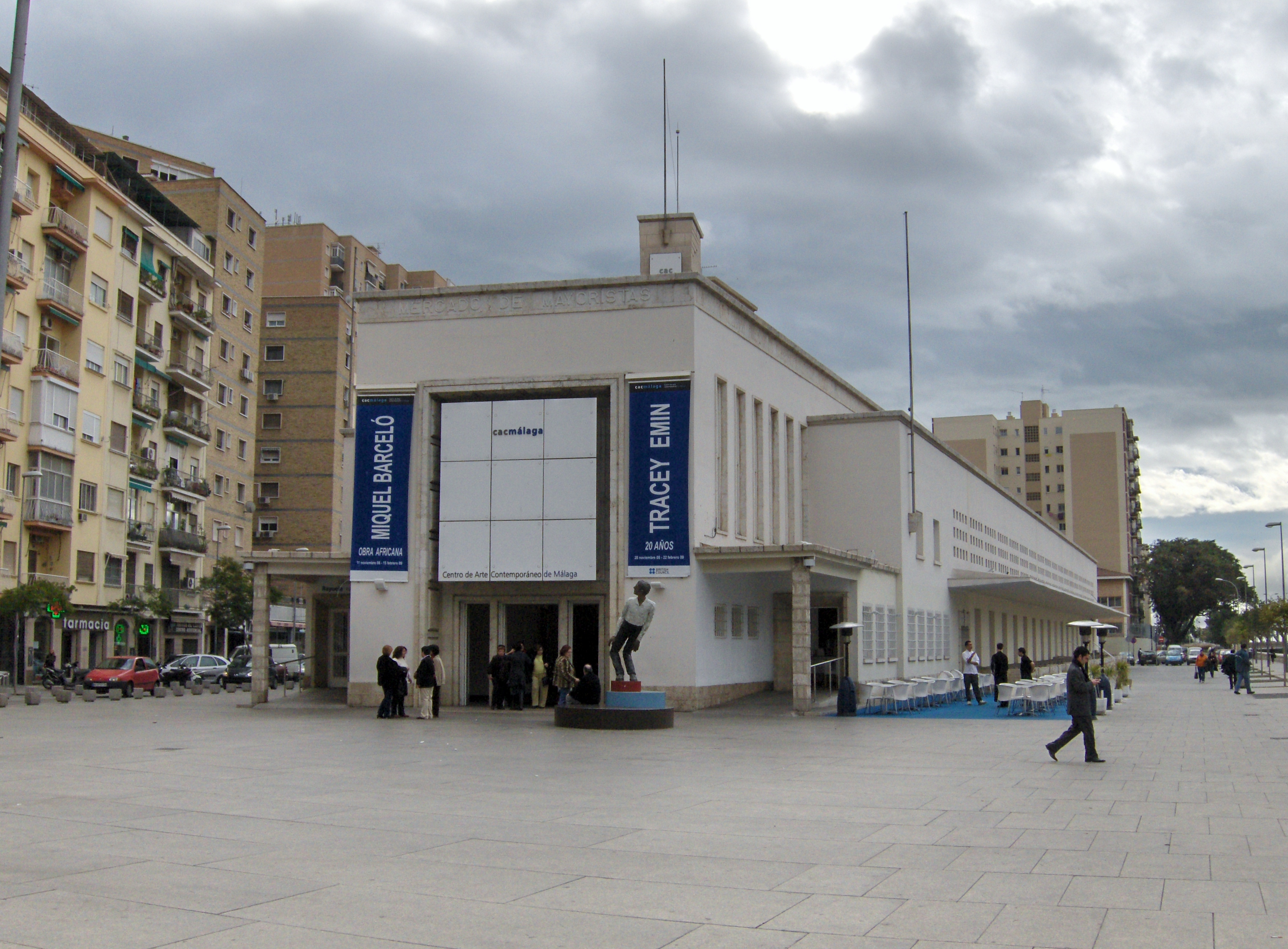
Centro de Arte Contemporáneo de Málaga
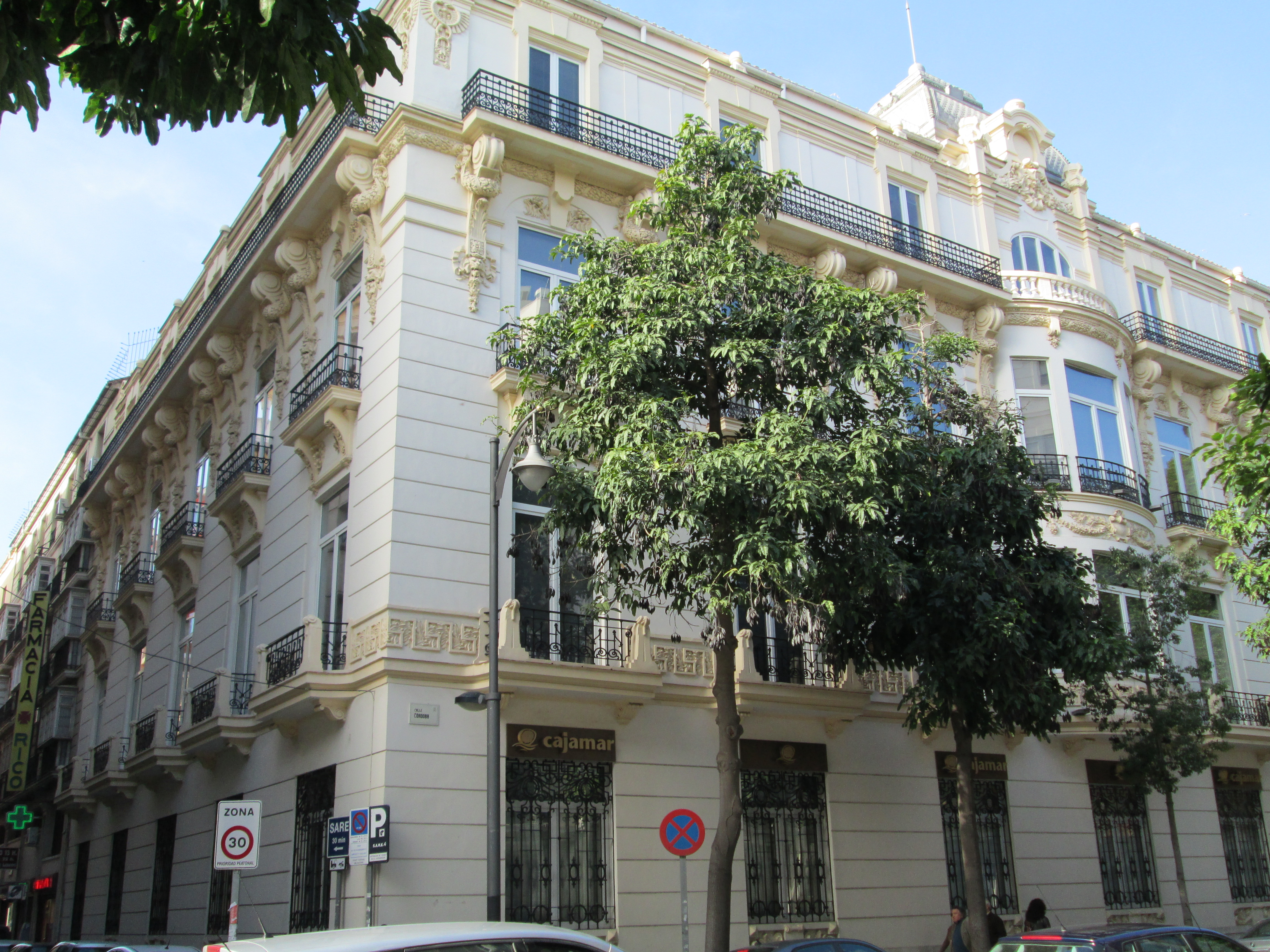
Alameda principal
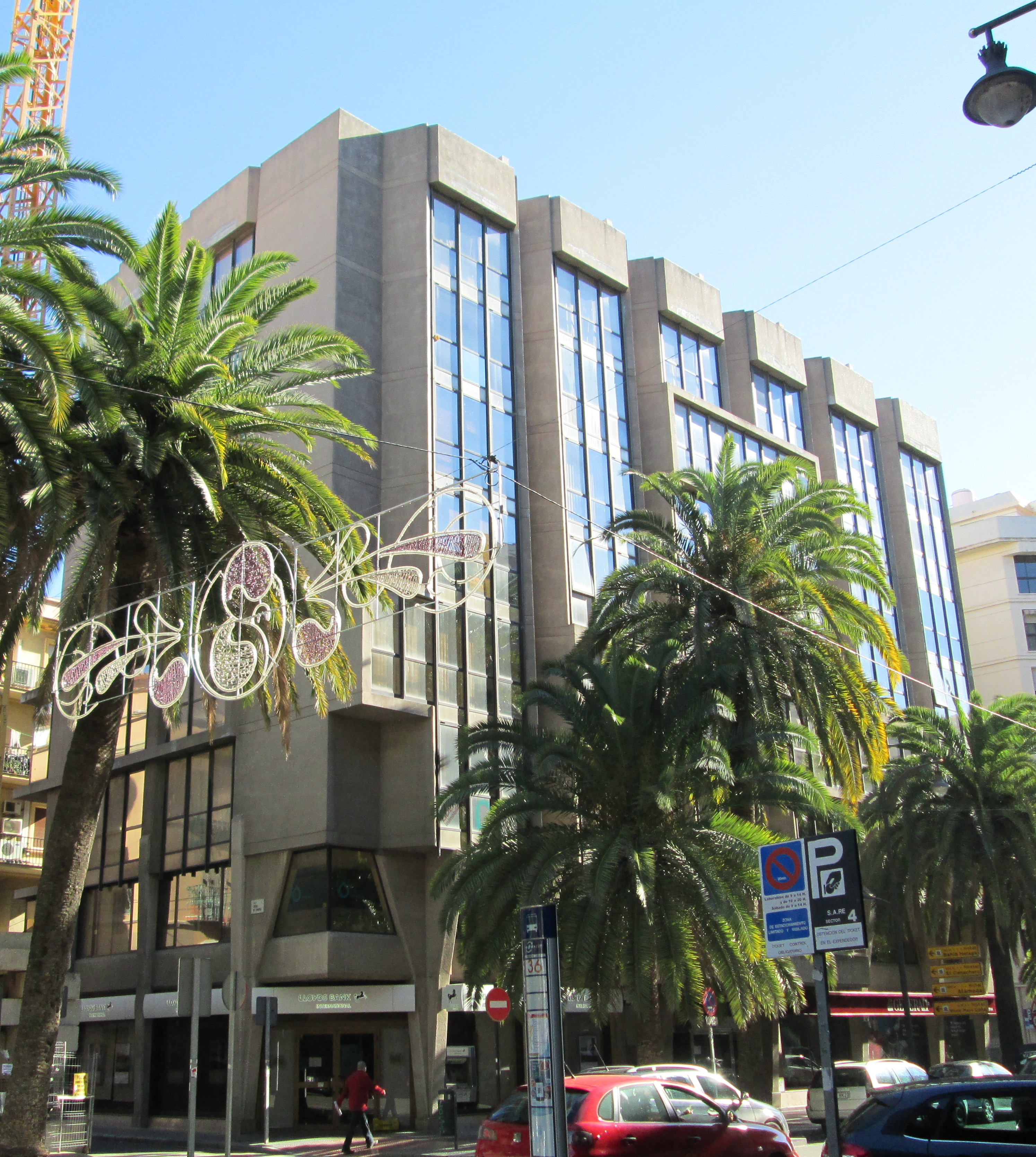
Alameda de Colón
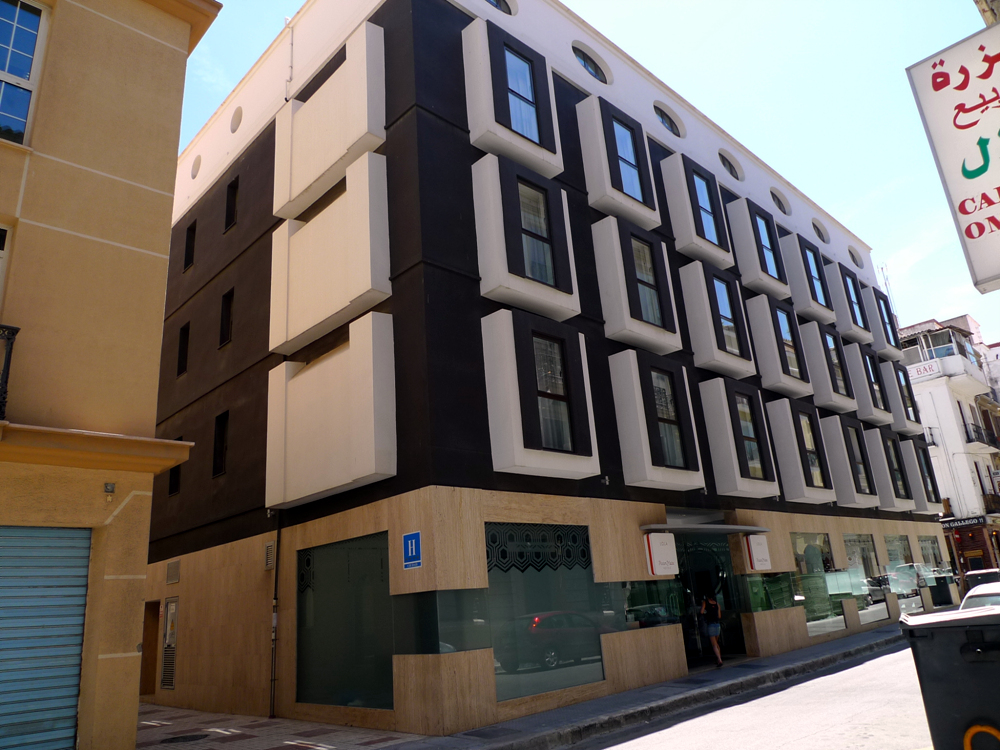
Hotel Mariposa
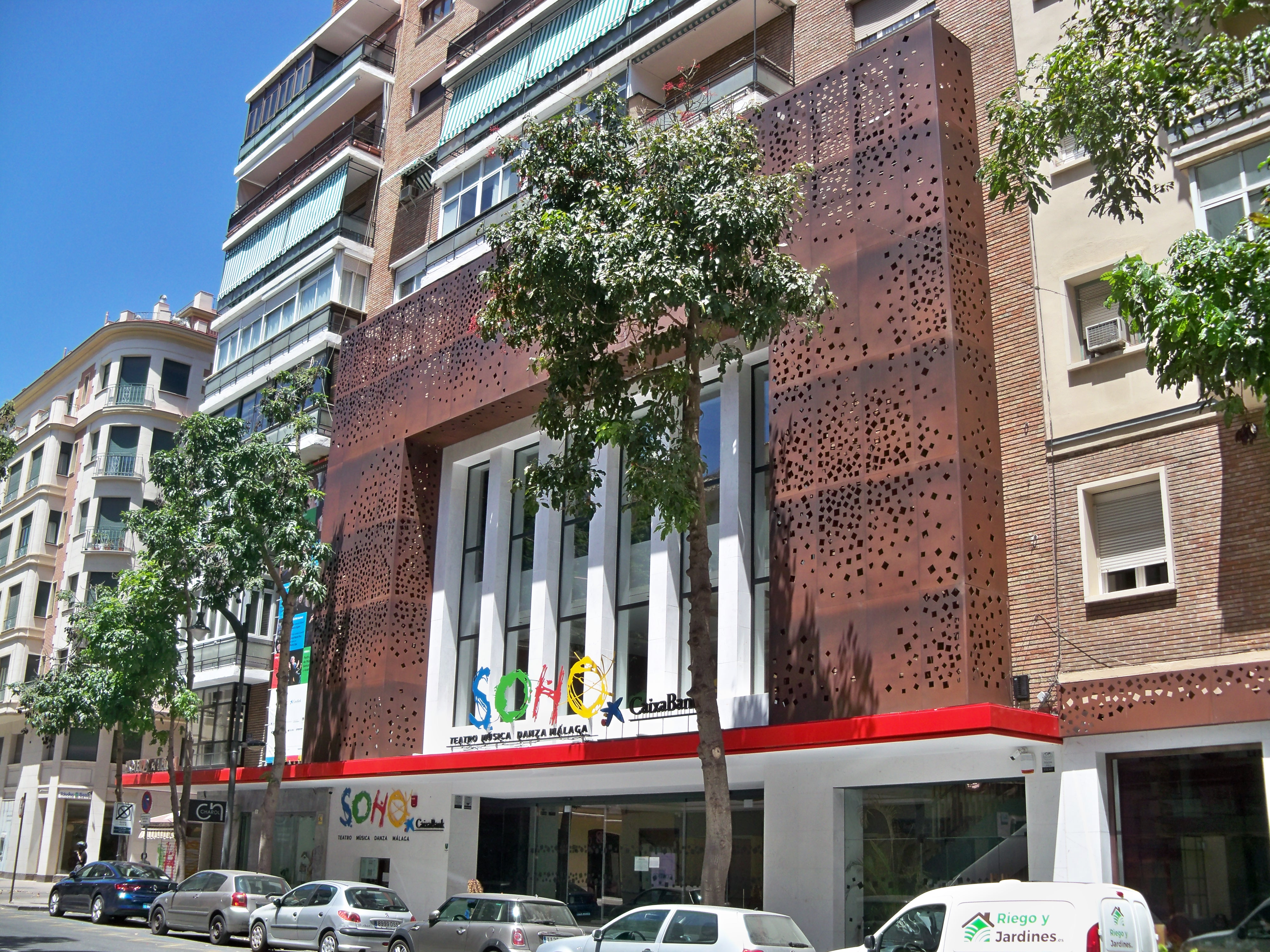
Teatro del Soho
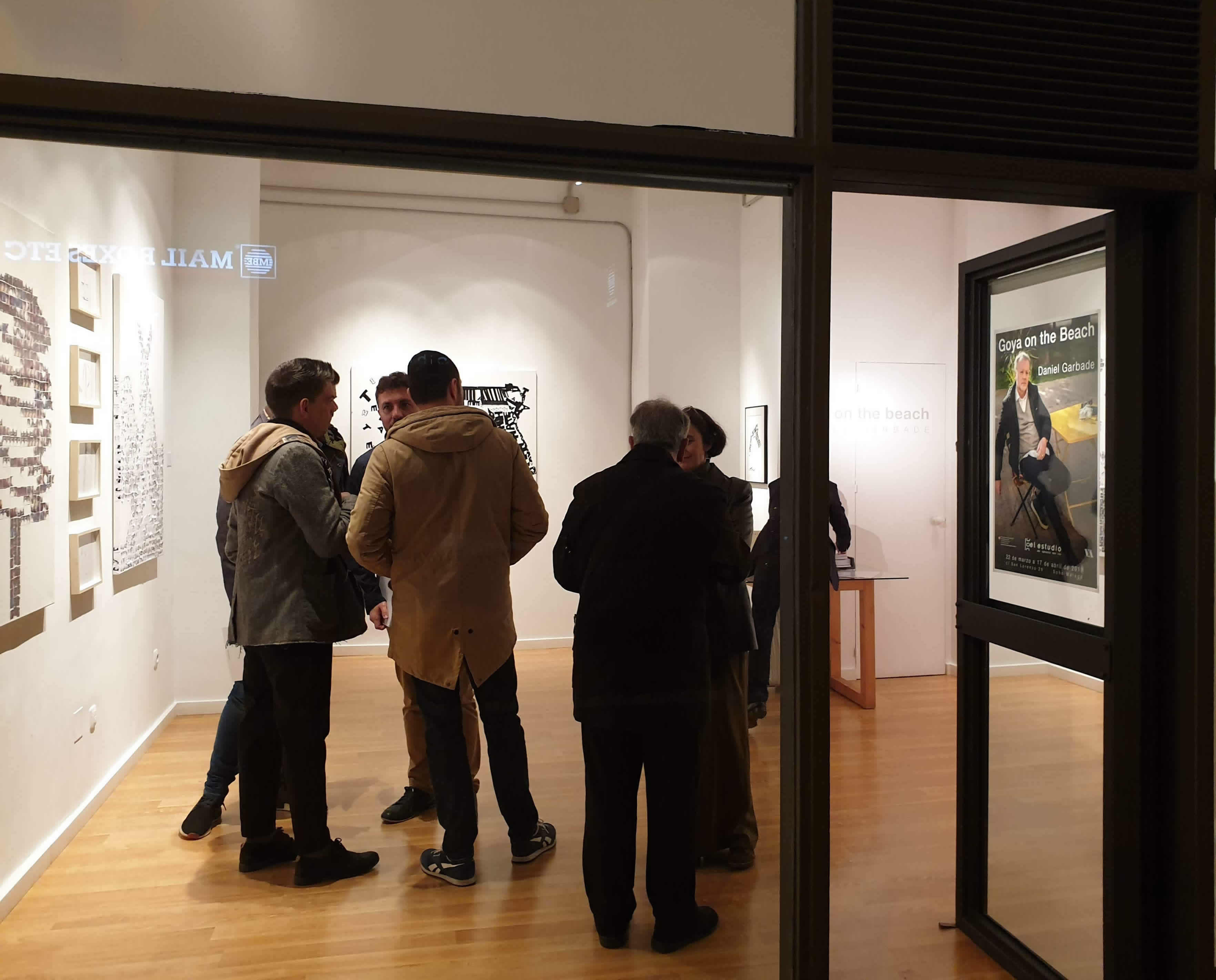
Galería Estudio Ignacio del Río
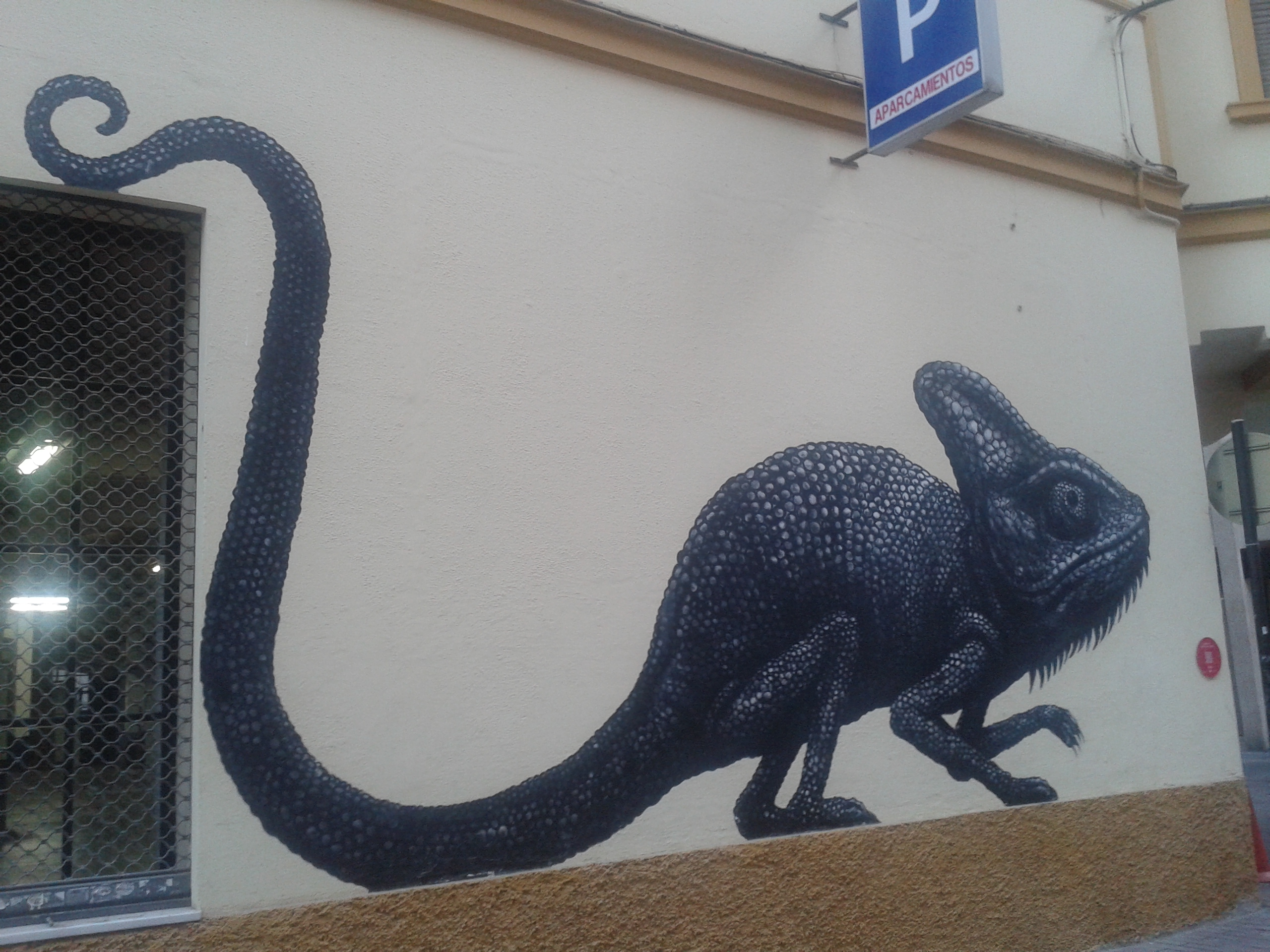
Grafiti en el Soho de Málaga
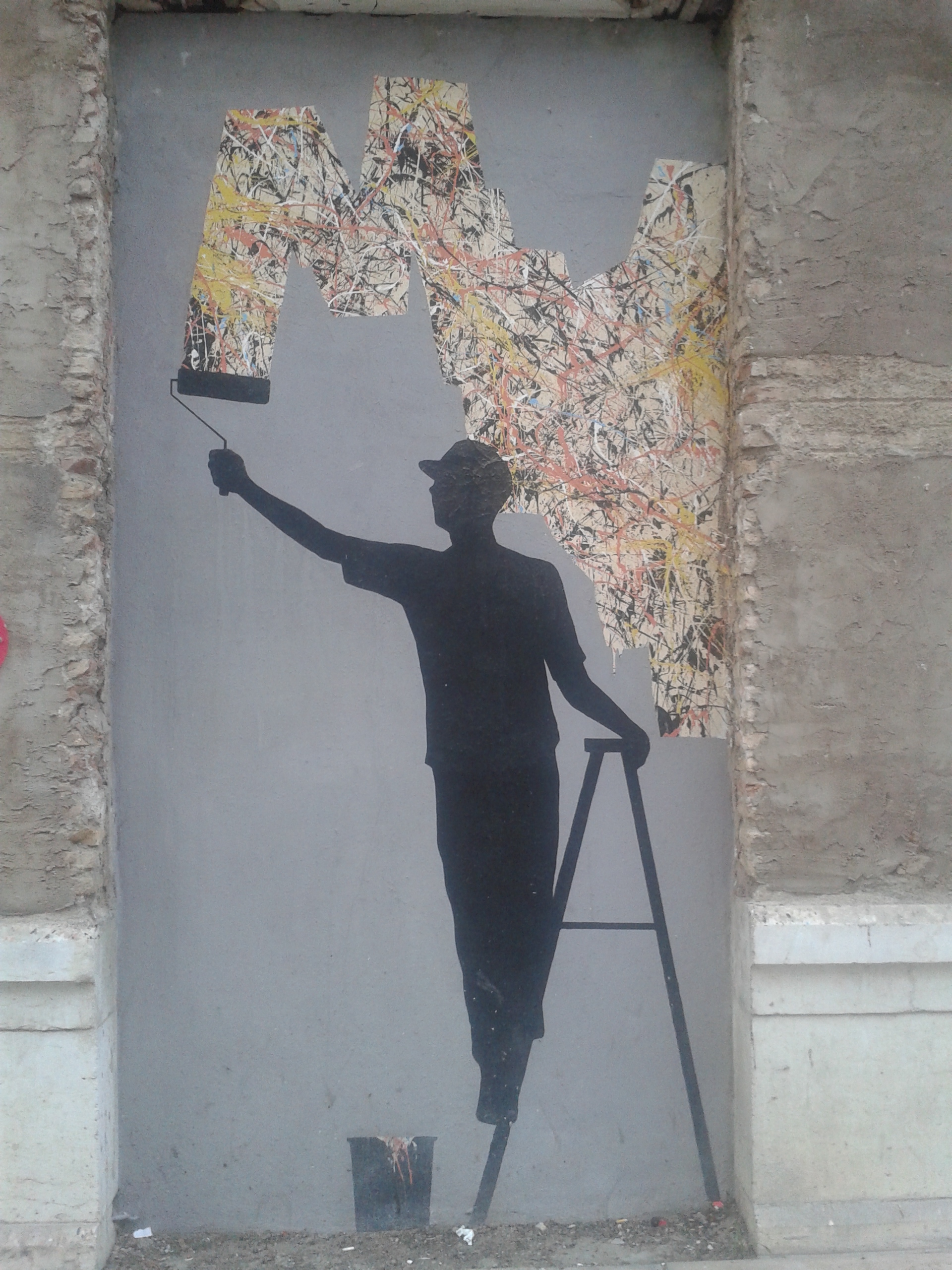
Grafiti en el Soho de Málaga
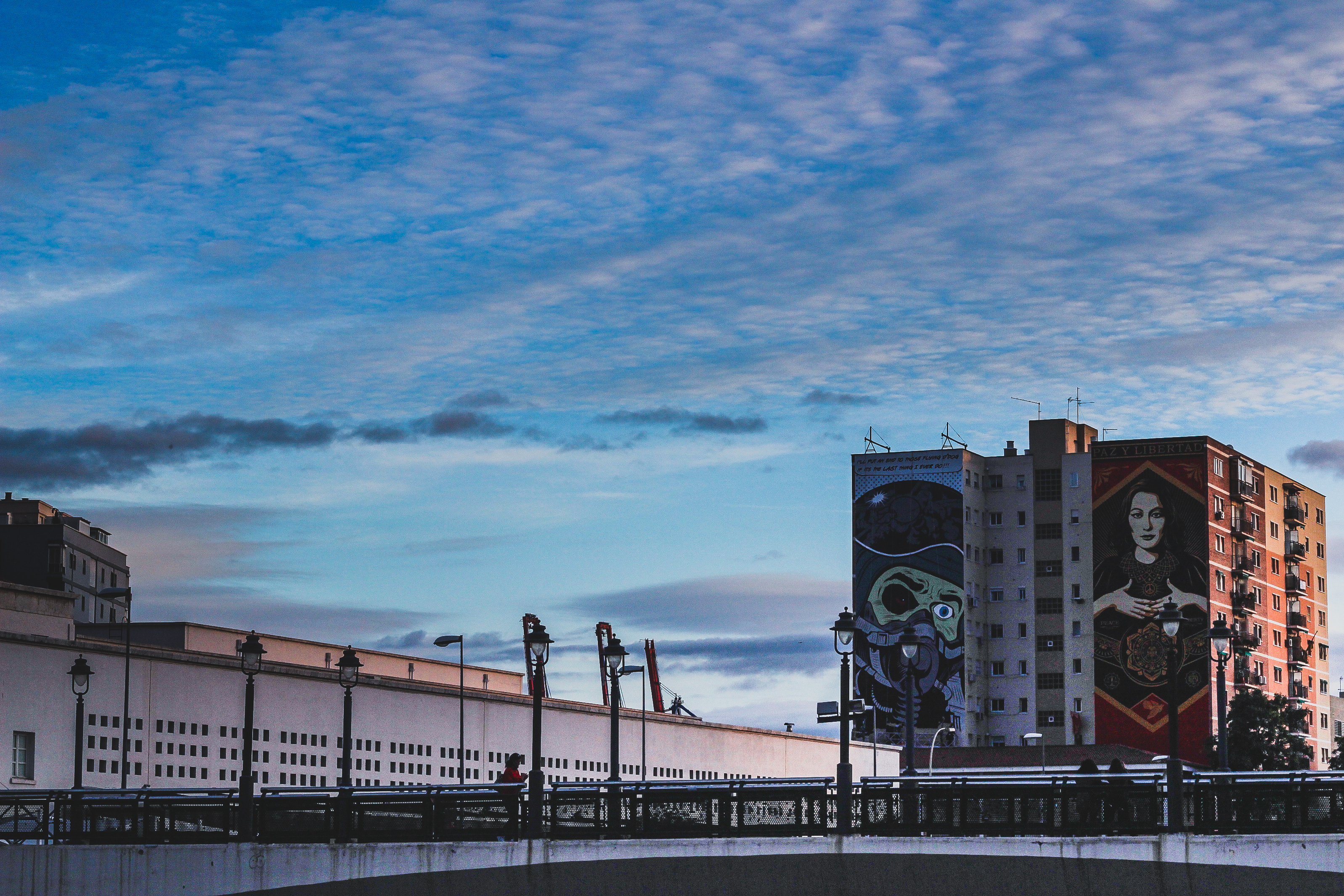
Obey D*Face grafiti
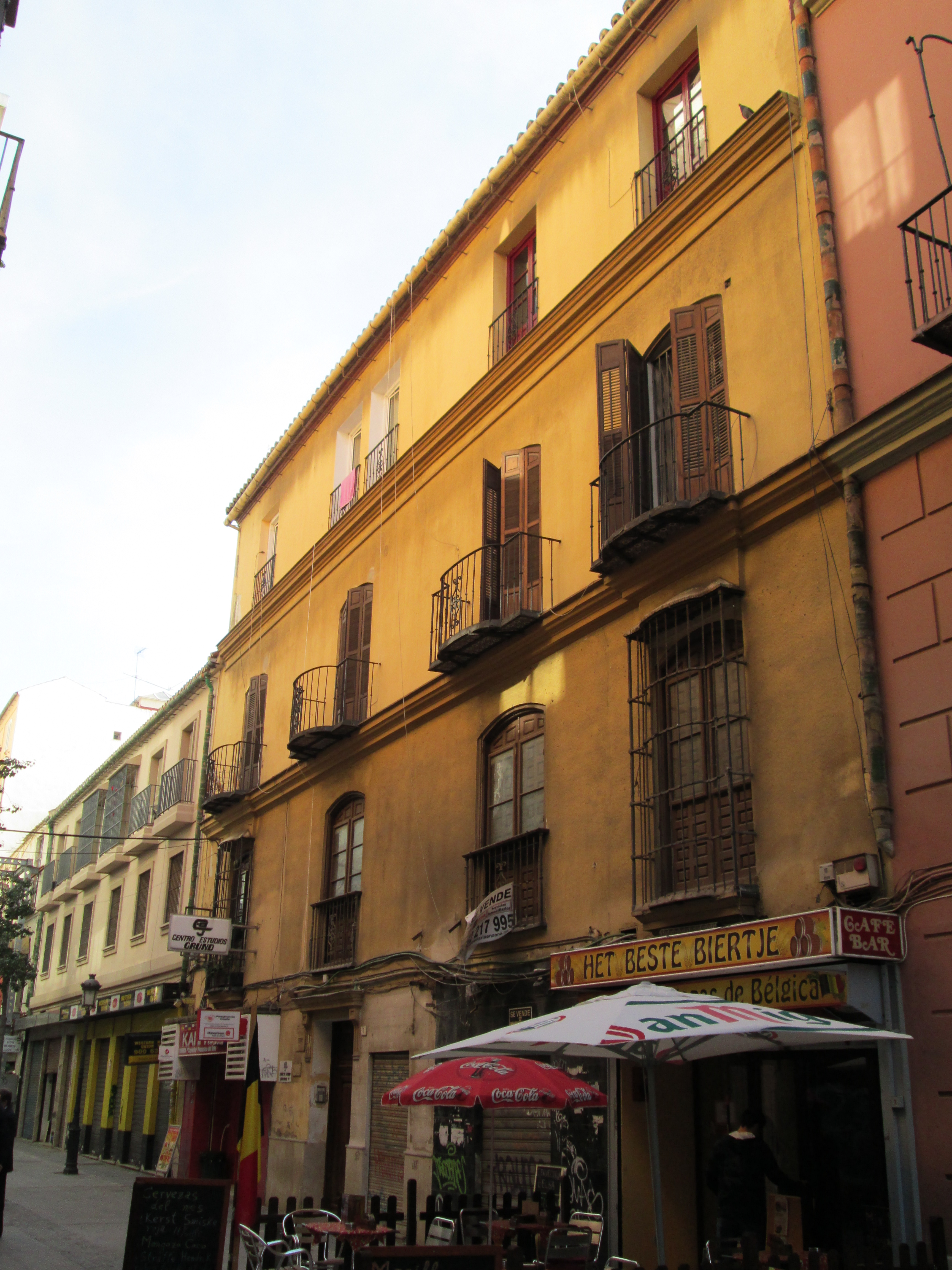
Calle Trinidad Grund 7
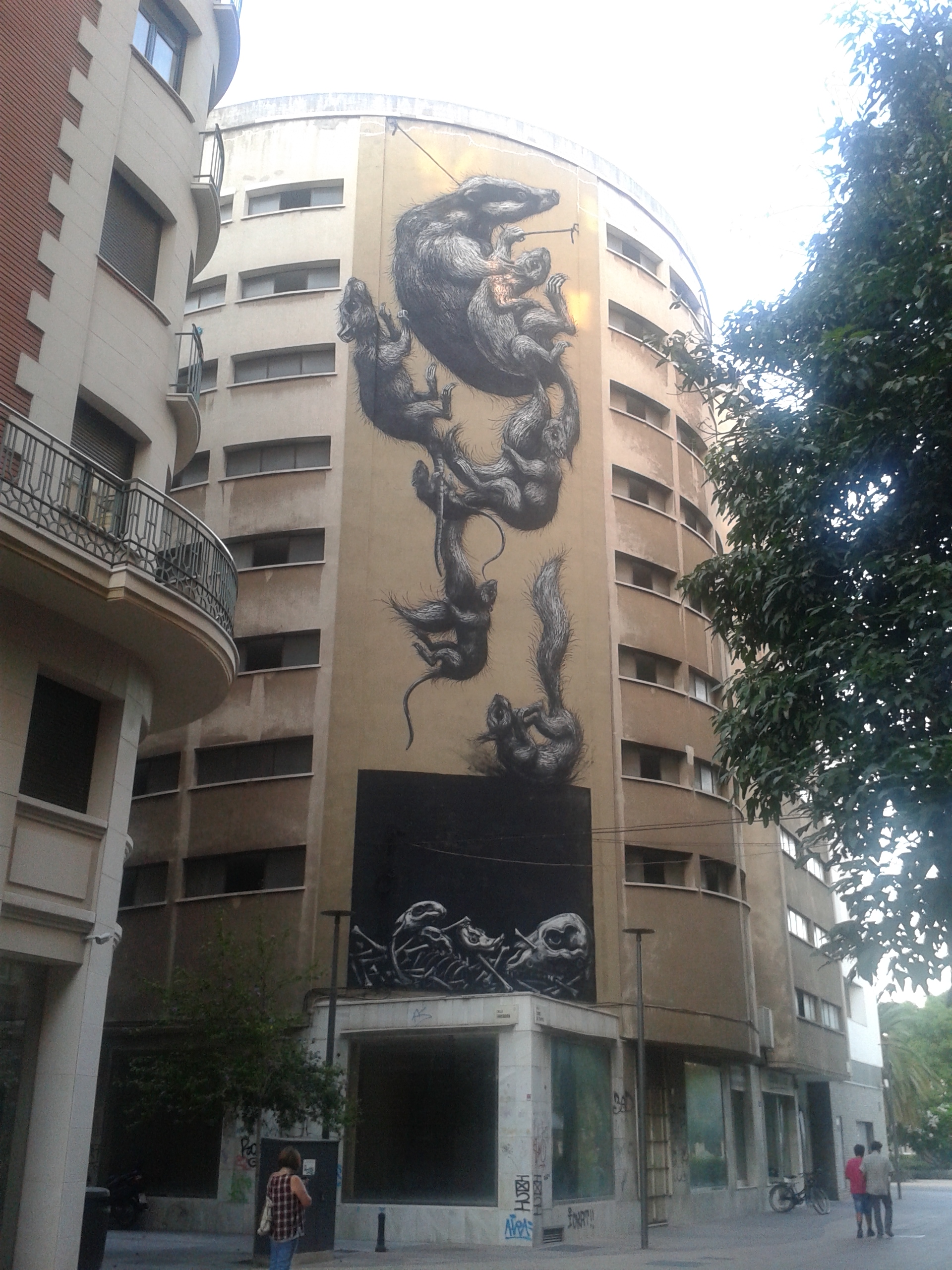
Grafiti